# Feta
Feta (griego: φέτα, género femenino, en turco beyaz peynir, literalmente "queso blanco", en búlgaro сирене) es un queso clásico de Grecia (famoso también en Bulgaria, Turquía, Dinamarca y Rumania), fundamentado en la cuajada del queso que se cura en salmuera. Este tipo de queso es muy tradicional y aparece descrito hace cientos de años, remontándose, por lo menos, a la Antigüedad clásica. La feta se elabora generalmente con leche de oveja, aunque pueden encontrarse variedades con leche de yegua. El queso feta tiene tal popularidad en Grecia que incluso se importa de otras zonas, como Dinamarca. En Grecia se elaboraba tradicionalmente con leche de oveja, o a veces con una mezcla de leche de oveja y cabra, lo cual le daba un sabor bien definido, y un punto de sal derivado de sumergir el queso fresco en salmuera.
Actualmente, se utiliza también leche de vaca y su sabor ya no es tan definido.

## Principales características
Es un queso blando, sin corteza que se expende en porciones rectangulares o en forma de cuña. Su consistencia es sólida aunque flexible poseyendo algunas grietas y presentando en ocasiones pequeños huecos.
Su porcentaje butiroso (tenor graso) mínimo es del 43% del peso neto. Al gusto es delicadamente craso y ligeramente ácido resultando en un sabor muy grato.
En el comercio, el auténtico feta se distribuye en cajas de madera o, en su defecto, en envases de hojalata.

## Empleo
El queso feta ha sido cubierto por una Denominación de origen como uno de los ingredientes de la ensalada griega y de las tortas griegas llamadas spanakotiropites.
En la preparación de los buñuelos colombianos, el queso feta puede reemplazar al queso costeño.